# Offoy, Somme
Offoy là một xã ở tỉnh Somme, vùng Hauts-de-France, Pháp.

## Địa lý
Thị trấn này tọa lạc trên đường D17, bên bờ của sông Somme, khoảng 14 dặm Anh về phía tây nam của Saint Quentin.

## Dân số
| 1962                                                           | 1968 | 1975 | 1982 | 1990 | 1999 |
| -------------------------------------------------------------- | ---- | ---- | ---- | ---- | ---- |
| 172                                                            | 202  | 212  | 231  | 230  | 224  |
| Số liệu điều tra dân số từ năm 1962, dân số không tính hai lần |      |      |      |      |      |